# إيلسورث (كامبريدجشير)
ايلسورث (بالإنجليزية: Ailsworth)‏ هي قرية وأبرشية مدنية تقع في المملكة المتحدة في إنجلترا. يقدر عدد سكانها بـ 413 نسمة .